# NGC 6372
NGC 6372 је спирална галаксија у сазвежђу Херкул која се налази на NGC листи објеката дубоког неба.
Деклинација објекта је + 26° 28' 29" а ректасцензија 17h 27m 31,9s. Привидна величина (магнитуда) објекта NGC 6372 износи 13,0 а фотографска магнитуда 13,7. NGC 6372 је још познат и под ознакама UGC 10861, MCG 4-41-13, CGCG 140-28, IRAS 17255+2630, PGC 60330.